# Czerewyczne
Czerewyczne – wieś na Ukrainie, w obwodzie odeskim, w rejonie odeskim. W 2001 roku liczyła 270 mieszkańców.